# 周鑑 (嘉靖進士)
周鑑（1530年—1582年），字子明，號霽川，陝西平涼府儀衛司軍籍，江西萍鄉縣人，明朝政治人物。

## 生平
嘉靖三十一年（1552年）壬子科陝西鄉試第一名舉人。嘉靖三十二年（1553年）聯捷癸丑科會試第二百二十三名，二甲第八十八名進士。兵部观政，起復授刑部主事。考最，升佥事，督学四川、山东，歷升山东按察司副使，六年（1572年）二月升浙江右参政，以有边才，九月调任山西。萬曆二年（1574年）正月升山西按察使，三年六月升河南右布政使，四年五月转左布政使，五年二月升都察院右副都御史、巡抚河南，首辅张居正以葬亲回乡，经过河南，周鉴只以常儀接待，居正不悦，对人道：周子明殊无东道意。八年二月南京給事中傅作舟、御史林應訓等人弹劾其冒滥，六月被給事中周邦傑再次弹劾，遂被勒令致仕。十一年二月賜祭葬。

## 家族
曾祖周允行；祖父周亮；父周尚仁。前母趙氏；母李氏。具庆下。兄周欽、周鋭、周鐸。